# Последняя фантазия VII: Дети пришествия
«Последняя фантазия VII: Дети пришествия» (яп. ファイナルファンタジーVII アドベントチルドレン Файнару фантадзи: сэбун адобэнто тирудорэн, англ. Final Fantasy VII: Advent Children) — японский полнометражный анимационный фильм студии Square Enix, созданный с использованием CGI-графики. Режиссёры фильма — Тэцуя Номура и Такэси Нодзуэ, продюсеры — Ёсинори Китасэ и Синдзи Хасимото. В качестве сценариста выступил Кадзусигэ Нодзима, композиторы Нобуо Уэмацу а также Кэйдзи Кавамори, Кэнъитиро Фукуи и Цуёси Сэкито. «Дети пришествия» входят в сериал «Компиляция Final Fantasy VII», к которой также относятся компьютерные игры, аниме и другая продукция, так или иначе связанная с сюжетом успешной игры Final Fantasy VII, выпущенной компанией Square на игровую приставку Sony PlayStation в 1997 году.
Фильм продолжает событийный ряд, начало которому положила Final Fantasy VII. Два года спустя после катастрофы, вызванной падением Метеора, на Планете начинает распространяться загадочная болезнь «Геостигмы», от которой
гибнет большое количество людей. Главный герой, Клауд Страйф, живущий вместе с Тифой Локхарт, настойчиво пытается определить причину эпидемии. DVD на японском языке вышел в 2005 году, в апреле 2006 года фильм был выпущен на английском языке. Помимо стандартной версии были также выпущены несколько специальных изданий, включавших в себя дополнительные материалы по вселенной Final Fantasy VII. 16 апреля 2009 года вышла режиссёрская версия фильма Final Fantasy VII: Advent Children Complete.
Идея для сиквела родилась, когда Нодзима написал сценарий, повествующий о Клауде и Тифе. Фильм был оценён неоднозначно — критики хвалили качественную прорисовку и впечатляющие сцены битв, но при этом отмечали, что зрители, незнакомые с компьютерной игрой Final Fantasy VII, могут не понять сюжета. Фильм получил премию на Международном Кинофестивале в Каталонии 15 октября 2005 года, а также награду как «лучшее аниме» на American Anime Awards в 2007 году. «Дети пришествия» также были показаны на Московском аниме-фестивале. К маю 2009 года во всем мире было продано более 4,1 миллионов копий, не считая тех, что были изданы на Universal Media Disc для портативной игровой системы PlayStation Portable.

## Сюжет
Два года спустя после событий игры Final Fantasy VII Планета едва лишь начинает восстанавливаться после падения Метеора. Выжившие жители города Мидгара создали новый город Эдж на его руинах. По всей планете распространяется неизлечимая болезнь «Геостигма», от которой погибает огромное количество людей. Заболевшие ей покрываются чёрными струпьями, иногда теряют сознание, и в конце концов умирают в страшных мучениях. Клауд совместно с Тифой основывает «Службу доставки Страйфа», офис которой находится в баре Тифы. С Тифой живут Марлин Уоллес (приёмная дочь друга Клауда Баррета Уоллеса) и её друг — мальчик Дензел. Дензел и Клауд больны Геостигмой, но Дензел ищет поддержку в Тифе и Марлин, а Клауд, чувствуя себя виновным в смерти своих друзей, Айрис и Зака, наоборот, отдаляется от людей, чтобы не быть обузой для близких.
Фильм начинается с того, что Клауда, едущего по пустоши на мотоцикле, атакуют три молодых человека с седыми волосами, требуя, чтобы он указал им, где находится их потерянная «мать», при том, что Клауд не понимает, о ком или о чём они говорят. Битва резко прекращается, когда один из них отзывает своих напарников, и они уезжают. Клауд получает телефонный звонок от Тифы, которая передаёт ему сообщение Руфуса, бывшего президента компании «Син-Ра», с просьбой о помощи. Клауд едет к нему и узнаёт, что трое напавших были бандой Кададжа. Руфус просит Клауда вновь поступить на службу «Син-Ра», но Клауд резко отказывается и уходит, после чего к Руфусу приходит сам глава банды — Кададж, который побеждает его охранников, двоих Турок — Рено и Руда, и снова пытается выяснить местонахождение своей «матери». Выясняется что под «матерью» подразумеваются клетки инопланетного существа Дженовы, каким-то образом связанные с Геостигмой. Кададж ищет «мать» для воссоединения с Дженовой, также он даёт понять Руфусу, что является духом Сефирота, главного злодея Final Fantasy VII, виновника падения Метеора.
Кададж и его подручные Лоз и Язу собирают детей, больных Геостигмой, обещая им помочь, и увозят их в Забытую Столицу, заброшенный древний город. Лоз также ищет клетки Дженовы и поиски приводят его в церковь в трущобах, где раньше жила Айрис. В церкви Лоз встречает Тифу. Битва Тифы и Лоза заканчивается поражением Тифы, от смерти её спасает Марлин: она кидает в Лоза шариком-материей, переключив его интерес на себя. Лоз забирает Марлин по указанию Кададжа, хотя она не больна, и ящик с материей, который принадлежал Клауду. Клауд пытается спасти похищенных детей, но терпит поражение, и ему помогает Винсент, забирая его с места боя. От Винсента Клауд узнаёт, что Геостигма вызвана ответной реакцией иммунной системы человека на внедрившиеся в жизненный поток организма клетки Дженовы. Винсент высказывает Клауду свои догадки о том, чего ищет Кададж и к чему это может привести. Марлин, сбежавшая от Кададжа в то время, убеждает Клауда вернуться домой, и в конце концов они возвращаются в Эдж.
В Эдже Кададж и его банда, используя детей в качестве живого щита, блокируют монумент на площади в центре города для того, чтобы впоследствии отнять контейнер с клетками Дженовы у Рено и Руда. Язу распугивает собравшуюся недовольную толпу вызванными духами — монстрами, похожими на собак. Позже Кададж вызывает огромное чудовище — Багамута. Пока друзья Клауда, Баррет, Рэд XIII, Кат Ши, Сид, Винсент Валентайн и Юффи пытаются уничтожить Багамута, Руд и Рено дерутся с Лозом и Язу. Затем приезжает Клауд и с помощью своих друзей уничтожает Багамута и прочих монстров. В это время Руфус разговаривает с Кададжем. Кададж узнаёт, что Руфус скрывал от него «мать». Глава «Син-Ра» бросает контейнер с клетками Дженовы с небоскрёба вниз и, уворачиваясь от атаки Кададжа, падает вслед за контейнером. Кададж также бросается вниз, чтобы поймать «мать», но прицельным выстрелом Руфус попадает в контейнер. Кададж ловит контейнер и уезжает со своими приспешниками — Лозом и Язу, Клауд бросается за ними в погоню. Руфуса спасают от падения Турки Елена и Цзэн, которые перед этим были похищены Кададжем и освобождены Винсентом.
В ходе погони Клауд догоняет Кададжа, перед этим уничтожив оружие Язу и Лоза, а также мотоцикл последнего. Ему помогают все четверо Турок, преследующие банду Кададжа на двух вертолётах. Сами Клауд и Кададж падают со старой автострады и далее едут по развалинам Мидгара. Кададж останавливается в церкви Айрис и понимает, что почти все клетки Дженовы вылились из контейнера из-за повреждений от выстрела Руфуса. В церкви начинается дождь, который излечивает Геостигму Клауда. После того, как Кададж почти проиграл в схватке с Клаудом, он открывает контейнер с клетками Дженовы и под их воздействием становится Сефиротом.
Сефирот говорит Клауду о своих намерениях — он хочет использовать планету, чтобы путешествовать на ней по космосу в поисках другой планеты, подходящей для создания нового мира. Теперь судьба планеты зависит только от Клауда. Исходом продолжительной тяжёлой битвы становится поражение Сефирота, который говорит, что не останется лишь воспоминанием Клауда и вновь становится Кададжем. Кададж больше не в состоянии сражаться, и умирает на руках Клауда. Дождь идёт над городом, и жители, как только на них попадают капли воды, излечиваются от Геостигмы. Друзья на воздушном корабле «Сьерра» радуются победе Клауда. Когда Клауд смотрит на Сьерру, Язу стреляет ему в спину со словами «Тебе тоже пора домой». Язу и Лоз вызывают взрыв, используя силы материи, и умирают вслед за Кададжем.
Клауд приходит в себя, окружённый мягким белым светом. Он слышит, что его погибшие друзья Айрис и Зак говорят, что время Клауда ещё не пришло. Клауд открывает глаза в церкви Айрис, его раны зажили. Вокруг стоят дети, он поднимается в воде почти по пояс и видит своих друзей, которые одобрительно ему кивают. Клауд берёт Дензела и поливает его водой, которая излечивает Геостигму. Оставшиеся дети радостно прыгают в воду. Клауд поднимает глаза и видит Айрис. Остановившись в проходе рядом с оказавшимся здесь Заком, Айрис улыбается и говорит, что теперь с Клаудом все в порядке. Айрис и Зак уходят и растворяются в белом свечении. Клауд улыбается и соглашается, говоря, что теперь он не один.

## История создания
Идея фильма родилась, когда сценаристу игры Final Fantasy VII Кадзусигэ Нодзиме пришла в голову мысль написать «историю про Клауда, Тифу и детей». Visual Works, компания, выпускавшая FMV-ролики для Square Co. Ltd и Square Enix, решила создать презентацию на тему Final Fantasy VII. Работа над фильмом велось студиями Square Enix и Visual Works. Продюсер «Детей пришествия» Ёсинори Китасэ попросил Тэцую Номуру занять кресло режиссёра. Изначально планировалось, что продолжением Final Fantasy VII будет компьютерная игра, а не фильм, но, как сказал Номура, создание новой игры было невозможно по многим причинам, в частности из-за того, что студия Visual Works не занимается разработкой компьютерных игр. Visual Works до этого никогда не занималась анимационными фильмами, поэтому её сотрудники использовали свой опыт в создании роликов в компьютерных играх. При съёмках фильма использовалась технология «захвата движения», но там, где было невозможно было добиться нужного результата посредством обычной съёмки, объекты рисовались вручную. В октябре 2003 года Номура заявил, что фильм готов где-то на 10 %, и что хотя сценарий написан, дизайн многих персонажей ещё не создан. Режиссёр понимал, что «Дети пришествия» по своей манере будут отличаться от голливудских фильмов, в которых все сюжетные повороты обычно объяснены, в то время как «Последняя фантазия VII: Дети пришествия» может оказаться непонятной для тех, кто не играл в оригинальную игру. Создатели фильма решили, что благодаря недосказанным сюжетным моментам зрители будут додумывать сюжет сами: Номура счёл, что самому додумывать сюжет — не что иное, как ещё один способ им наслаждаться.
Фильм главным образом повествует о Клауде и Тифе, точно так же, как другие части «Компиляции Final Fantasy VII» рассказывают о других персонажах. Номура в одном из интервью объяснил, что изначально планировался фильм продолжительностью всего в 20 минут. В раннем варианте сценария некто просил передать сообщение Клауду, затем сообщение попадало к нему через посредство нескольких детей; при чём имя пославшего становится известным когда послание находит своего адресата. Номуре очень понравился первый вариант сценария, однако, он попросил его создателей сделать его намного дольше. Сначала было принято решение сделать фильм длиной в 60 минут, но в конце концов была создана 100-минутная лента. Одной из сквозных её тем стало чувство вины Клауда за смерть Зака и Айрис. Это чувство символизирует волк, который появляется, когда Клауд думает о своих погибших друзьях. В конце фильма волк исчезает, а вместе с ним исчезает и чувство вины. В фильме у Клауда есть застёжка на куртке и серьга в форме волчьей головы. Слово «дети» в заголовке означает детей из фильма, «новое поколение».
Так как Номура параллельно работал над серией игр Kingdom Hearts, иногда его на посту режиссёра заменял Такэси Нодзуэ. Номура посчитал, что смена режиссёров сделает сюжет фильма более глубоким. Нодзуэ утверждает, к моменту начала работы над фильмом он уже привык работать с трёхмерной компьютерной графикой. Так как концепт-арты были двумерными, он организовал небольшую команду, рисовавшую концепт-арты объектов с разных ракурсов. Во время создания сцен сражений Номура и Нодзуэ сначала обсуждали окружение поля битвы и её ход, а затем шли к разработчикам с новыми идеями. Самой сложной схваткой для реализации стала битва с Багамутом, так как поле боя было крайне большим и содержало большое количество объектов. Разработчики вложили много усилий, чтобы битва выглядела эффектно и зрелищно. Номура отметил, что его команда решила пожертвовать реалистичностью в пользу зрелищности.
У разработчиков были проблемы с разработкой дизайна героев, так как аниме-стиль, в котором были выполнены персонажи оригинальной Final Fantasy VII, не способствовал созданию их фотореалистичной внешности. Разработка дизайнов персонажей выполнялась поэтапно: от графического стиля Final Fantasy VII к фотореалистичному. Из-за сложности с дизайном Сефирота на время его создания ушло два года, из чего последовало, что в окончательной версии сценария стало намного меньше сцен с участием Сефирота, чем в ранних версиях. Нодзуэ было трудно нарисовать Тифу, фигура которой была «правильной и женственной». В апреле 2003 года было решено, что Кададж, Лоз и Язу будут олицетворять собой жестокость, силу и харизматичность Сефирота соответственно. Троих бандитов сделали моложе Клауда на вид, чтобы подчеркнуть тему «нового поколения». На определённом этапе сценаристы поняли, что Айрис не упоминается в сценарии, поэтому у всех главных героев в одежде появилась красная лента в знак памяти о ней.

## Звуковое сопровождение

### Озвучивание
В озвучивании «Детей пришествия» принимали участие многие известные японские и американские актёры. Роль Клауда в японской версии озвучил сэйю Такахиро Сакураи, уже прежде озвучивавший Клауда в игре Kingdom Hearts. Номура хотел, чтобы у Винсента и Клауда были разные голоса, так как по характеру и манере действий они были во многом похожи, и именно поэтому он выбрал на роль Винсента Сёго Судзуки, у которого голос был ниже, чем у Сакурая. На роль Сефирота был выбран Тосиюки Морикава. Морикава и режиссёр по озвучиванию сошлись во мнении, что голос Сефирота должен звучать спокойно, чтобы зритель не ощущал, что Клауд побеждает. Как и для Клауда, для Айрис уже была подобрана актриса озвучивания Маая Сакамото, также, как и Сакураи, озвучивавшая свою героиню в Kingdom Hearts. Тифу озвучивала Аюми Ито: Номура подобрал её, поскольку считал, что её твёрдый голос будет контрастировать с более мягким голосом Айрис. У Сётаро Морикубо были трудности с озвучиванием Кададжа, так как у персонажа был «неуравновешенный характер», и поэтому у актёра потребовалось больше времени, лучше вжиться в роль. Язу озвучивал Юдзи Киси, а голосом Лоза стал Кэндзи Номура. Что касается режиссёрской версии фильма Advent Children Complete, Номура прокомментировал, что с переозвучиванием особых проблем не было, так как актёры уже успели привыкнуть к своим персонажам. В Advent Children Complete у Дензела, Марлин и других персонажей-детей появились новые актёры озвучивания.
Актёрский состав для озвучивания английской версии фильма был объявлен в 2006 году. Анонс переносился несколько раз, так как некоторые актёры озвучивания были приняты в самый последний момент, в частность, Мина Сувари, озвучивавшая Айрис после своего дебюта в Kingdom Hearts II, Стив Бёртон в роли Клауда, впервые участвовавший в озвучивании фильмов, и Рэйчел Ли Кук, неоднозначно оценённая поклонниками серии. Другие примечательные актёры: Джордж Ньюберн озвучивает Сефирота, Стив Стэли в роли Кададжа, Дэйв Виттенберг в роли Язу, Фред Таташор в роли Лоза, Уолли Вингерт в роли Руфуса Синра, Квинтон Флайнн в роли Рено и Криспин Фриман в роли Руда. Почти все актёры из английской версии также участвовали в озвучивании Advent Children Complete.

### Музыка
Музыку для «Последней фантазии VII: Дети пришествия» сочинили композиторы Нобуо Уэмацу, Кэнъитиро Фукуи, Кэйдзи Кавамори и Цуёси Сэкито, за аранжировку музыкальных тем отвечали Фукуи, Сэкито, Кавамори, Сиро Хамагути и Тояма Кадзухико. Уэмацу выбрал себе в помощь Фукуи, Кавамори и Сэкито, что сделало стиль некоторых треков похожим на рок. Саундтрек к фильму вышел 28 сентября 2005 года и включал в себя как аранжированные музыкальные треки Final Fantasy VII, так и новые мелодии. Стиль музыки фильма варьируется: в фильме встречается рок-музыка, оркестровые композиции и вокал. Завершающая фильм песня под названием «Calling» была сочинена и исполнена бывшим певцом группы Boøwy Кёсукэ Химуро. Всего в саундтреке насчитывается 26 музыкальных тем общей протяжённостью в 1:21:41.
10 апреля 2009 года вышел мини-альбом Final Fantasy VII Advent Children Complete Mini Album, в котором содержались все новые треки из Advent Children Complete. В мини-альбоме была новая завершающая песня «Safe and Sound», спета вместе Химуро и членом группы My Chemical Romance Джерардом Уэем. Трек «Water» из оригинального фильма в режиссёрской версии был заменён темой «Anxious Heart», кроме того, в фильме появились треки «The Chase of Highway», «Those Who Fight Further», «Sign», «Advent: One-Winged Angel», и «On the Way to a Smile», из них последний использовался в короткометражном анимационном фильме Final Fantasy VII: On the Way to a Smile, продававшимся в комплекте с режиссёрской версией.

## Продвижение и выпуск
«Последняя фантазия VII: Дети пришествия» стала первой анонсированной в сериале «Компиляция Final Fantasy VII», состоящем также из компьютерных игр, аниме и другой продукции, так или иначе связанной с миром игры Final Fantasy VII. Первый трейлер фильма прилагался в комплекте с международной версией игры Final Fantasy X-2. В анимации трейлера использовались та часть из уже оцифрованных «захваченных движения», которые в самом фильме решено было заменить актёрской игрой. Релиз планировался на 14 сентября 2005 года в Японии и 13 сентября 2005 года в Северной Америке. В японской версии DVD-релиза было больше дополнительных материалов по фильму, чем в американской. За считанные дни до даты выпуска фильма в Америке Square Enix перенесла её на начало ноября, полагая, что ближе к Рождеству продажи должны быть выше. Дату выхода фильма перенесли на январь 2006 года. Из-за смены даты таймер обратного отсчёта до выхода фильма в Америке убрали. Когда некоторые поклонники серии в 2005 году заметили, что в трейлере с игровой выставки E3 вообще было указано, что фильм должен был выйти ещё в сентябре, но в Square Enix на это ответили, что трейлера на E3 показано не было, и что возможно он был подделкой.
Специальное издание фильма Advent Pieces вышло в Японии одновременно с обычным изданием ограниченным тиражом в 77 777 экземпляров. В специальное издание входила копия сценария фильма, игра Final Fantasy VII и руководство по игре. Также на одном из дисков Advent Pieces было записано OVA Last Order: Final Fantasy VII.
Фильм был выпущен на DVD-носителе, при том что американский, европейский и австралийский релиз состоят из двух DVD-дисков и кроме фильма включают в себя дополнительные материалы, среди них записанные интервью с актёрами Стивом Бёртоном, Рэйчел Ли Кук и Миной Сувари. Позже Sony также анонсировала коллекционное издание, выход которого планировался на 20 февраля 2007 года. В коллекционное издание входило больше дополнительных материалов, в том числе и напечатанных на бумаге. После выхода фильма начали также продаваться коллекционные фигурки его персонажей. Незадолго до выхода фильма в Японии фирма Panasonic выпустила модель мобильного телефона, внешний вид которой в точности повторял внешний вид мобильного телефона Клауда из фильма, также в его памяти были записаны картинки и музыка из фильма. Одновременно с выходом фильма издательство Shueisha выпустило путеводитель по сюжету фильма под названием Final Fantasy VII Advent Children Prologue Book, состоящую из 118-ти страниц. В 2006 году другое издательство SoftBank Creative выпустило книгу Final Fantasy VII Advent Children Reunion Files, в которой были материалы по созданию фильма и интервью с актёрами и разработчиками.
3 апреля 2006 году фильм в единственный раз был показан в кинотеатре «ArcLight» в Лос-Анджелесе. (США). Заявки на билеты оформлялись по электронной почте. На сеансе были показаны трейлеры игр Dirge of Cerberus: Final Fantasy VII и Kingdom Hearts II. Американская ассоциация кинокомпаний дала фильму возрастной рейтинг PG-13 из-за наличия в нём сцен насилия.

### Advent Children Complete
На игровой выставке Tokyo Game Show в 2006 году Square Enix анонсировала режиссёрскую версию фильма на Blu-ray Disc — Final Fantasy VII Advent Children Complete. В Advent Children Complete должна была выйти в середине 2007 года, но Square Enix объявила о переносе даты на 2008 год на Tokyo Game Show 2007 года. Позже дата выхода фильма в Японии была перенесена на 16 апреля 2009 года. К специальному изданию Advent Children Complete прилагалась демонстрационная версия компьютерной игры Final Fantasy XIII, при этом и в обычном, и в специальном издании были трейлеры игр Final Fantasy Versus XIII и Final Fantasy Agito XIII, а также короткометражное аниме по мотивам рассказа Final Fantasy VII On the Way to a Smile: Case of Denzel. 11 и 12 апреля, за несколько дней до выхода Advent Children Complete, Square Enix провела показ обновлённой версии фильма в Сони-Билдинге в Токио. Всего на показе было 800 мест, и зрители должны были заказать игровую приставку PlayStation 3 или проигрыватель Blu-ray Disc в интернет-магазине Square Enix и быть зарегистрированными на официальном сайте компании.
В Advent Children Complete присутствуют сцены, которых не было в оригинале, кроме того, полностью перерисована графика и переозвучены персонажи, а также незначительно переделаны многие сцены. Advent Children Complete лучше раскрывает характер Клауда, рассказывает о прошлом Дензела и детальнее показывает Руфуса Синра и его телохранителей Рено и Руда. Было также добавлено больше отсылок к играм «Компиляции Final Fantasy VII». В этой версии фильма больше сцен насилия, в частности, во время боя Клауда с Сефиротом, длительность которого была увеличена. Атмосфера фильма стала более мрачной: для придания большей реалистичности аниматоры решили сделать цвета менее яркими и одежду героев грязной после боёв.
Номура сказал, что Advent Children Complete не означает конец «Компиляции Final Fantasy VII», но при этом объявил, что больше переизданий фильма не будет. Полная версия фильма вышла 2 июня 2009 года в Америке, 27 июля 2009 года в Европе и 7 октября 2009 года в Австралии. В американском и европейском релизе нет демоверсии Final Fantasy XIII — присутствует только трейлер этой игры. Организация New York-Tokyo устроила показ полной версии фильма в Нью-Йорке. В отличие от первой версии фильма, Advent Children Complete не был дан возрастной рейтинг.
В японской версии завершающая фильм песня «Calling» Химуро Кёсукэ заменена песней «Safe and Sound», исполненной вокалистом группы My Chemical Romance Джерардом Уэем, при этом в североамериканском и европейском релизах «Calling» оставлена.

## Связанная продукция

### Last Order: Final Fantasy VII
Last Order: Final Fantasy VII (англ. Последний приказ: Последняя фантазия VII) — односерийное аниме в формате OVA студии Madhouse. Режиссёром выступил Асако Морио, а сценарий написал Кадзухико Инукай совместно с Кадзусигэ Нодзимой. Last Order вышел 14 сентября 2005 года в Японии в комплекте со специальным изданием «Детей пришествия» Advent Pieces. В Америке Last Order также вышел как один из дополнительных материалов в коллекционном издании фильма — Sony Pictures Home Entertainment выпустила коллекционное издание в Америке 20 феврапя 2007 года. Английского дубляжа Last Order не существует, но в официальном американском релизе были английские субтитры.
Сюжет Last Order: Final Fantasy VII охватывает два события, произошедших до начала действия игры Final Fantasy VII: одна сюжетная линия повествует о Заке, Клауде, Тифе и Сефироте и инциденте, произошедшем в городке Нибельхейме, другая хронологически происходит после первой и рассказывает о побеге Зака и Клауда из научной лаборатории, принадлежащей мегакорпорации «Син-Ра». Повествование постоянно переключается между двумя сюжетными линиями и идёт от лица Цзэн — лидера Турок. Некоторые сцены из Final Fantasy VII были изменены в OVA, что вызвало негативную реакцию поклонников серии, и поэтому при разработке игры Crisis Core: Final Fantasy VII, также задействовавшей эти сцены, создатели постарались их не менять.

### On the Way to a Smile
On the Way to a Smile (с англ. — «На пути к улыбке») — серия коротких рассказов за авторством Кадзусигэ Нодзимы, действие которых происходит между Final Fantasy VII и «Детьми пришествия». Первый рассказ, Case of Denzel (с англ. — «Случай Дензела»), вышел эпизодами на официальном японском сайте «Детей пришествия», остальные рассказы вышли в комплекте с первым в книге Final Fantasy VII Advent Children Prologue. Повествование первых четырёх глав идёт от лица Дензела, с которым разговаривает Рив Туэсти. Дензел рассказывает историю о том, как он стал сиротой, как заболел Геостигмой и как его взяли к себе Клауд и Тифа. По мотивам истории Дензела была снята короткая OVA, которая шла в комплекте вместе с Advent Children Complete.
Второй рассказ, Case of Tifa (с англ. — «Случай Тифы»), описывает её жизнь с Клаудом после крушения Метеора. Case of Barett (с англ. — «Случай Баррета»), третий рассказ, повествует о том, как Баррет пытается найти источник энергии, альтернативный энергии мако. После выхода Advent Children Complete было написано ещё четыре рассказа: Case of Yuffie (с англ. — «Случай Юффи»), Case of Red XIII (англ. Случай Рэда XIII), Case of Shinra (англ. Случай «Син-Ра») and Case of Lifestream — Black & White (с англ. — «Случай Потока Жизни — Чёрное и Белое»), которые уже продавались отдельно.

## Отзывы и популярность

### Продажи
За первую неделю после выхода было продано 410,000 копий в Японии. Считая также проданные копии на Universal Media Disc, было продано 700,000 копий за три недели продаж. По данным Nielsen VideoScan фильм занял второе место в списке «сюрпризов недели», она же поставила «Детей пришествия» в списке самых продаваемых аниме 2006 года. В рейтинге Oricon за 2005 год выпуск фильма на DVD был объявлен бестселлером, всего на тот момент было продано 209,759 копий, а специальное издание заняло пятнадцатое место в этом списке по количеству продаж. Японская организация зарубежной торговли объявила, что «Дети пришествия» являются самым продаваемым аниме в США, в 2007 году же они заняли десятое место. За пять недель после выхода было продано 963,023 копий, в общей сумме на 14,860,534 долларов США.. В 2006 году Square Enix и Sony объявили, что было продано 2,4 миллиона копий фильма на DVD и на Universal Media Disc, из них миллион копий продан в Японии, 1,3 миллиона — в Америке, и 100,000 — в Европе. Не раскрывая конкретных данных о продажах копий на Universal Media Disc, Square Enix объявила, что удовлетворена количеством продаж. В мае 2009 года было продано по всему миру 4,1 миллионов копий. Английская версия «Детей пришествия» была одним из самых продаваемых фильмов на сайте Amazon.com. В списке самых продаваемых аниме за 2006 год по версии ICv2 фильм занял первое место, а в 2007 году «Последняя фантазия VII: Дети пришествия» оказалась на третьем месте.
У Advent Children Complete количество проданных экземпляров за первый день в Японии составило 100,000 Blu-ray дисков. В первую неделю после выхода было продано 274,774 дисков с режиссёрской версией фильма, таким образом, фильм занял второе место в списке самых продаваемых фильмов в Японии того времени. За 2009 год было продано 49,000 копий в Японии, и, таким образом, Advent Children Complete попал на второе место в списке самых продаваемых Blu-ray дисков в категории «Анимация». Кроме того, новая версия фильма попала на восьмое место в списке дисков количеству денег, полученных с продажи ими создателей. Сайты Gamasutra и Kotaku, посвящённые компьютерным играм, сочли, что именно Advent Children Complete стала причиной повышения продаж приставок PlayStation 3

### Отзывы и критика
| Рейтинги              | Рейтинги            |
| Издание               | Оценка              |
| --------------------- | ------------------- |
| Rotten Tomatoes       | 33%                 |
| Игромания             | [ 83 ]              |
| IGN                   | 9/10                |
| About.com             | [ 84 ]              |
| Blu-ray.com           | (Complete)          |
| Allmovie              | [ 86 ]              |
| RPGamer               | [ 87 ]              |
| Final Fantasy Forever | 79% 85 % (Complete) |

Фильм получил неоднозначные критические отзывы, при том, что положительные оценки высказывались в основном игровым сообществом. Особенно высоко была оценена графическая сторона, положительных оценок удостоились также персонажи, в частности журналист сайта 1UP.com Джеймс Мильке дал фильму высокую оценку (A-), назвав качество прорисовки персонажей и объектов «великолепным». Кроме того, он счёл, что «это настоящий фильм по Final Fantasy», в отличие от другого фильма, «Последняя фантазия: Духи внутри нас». Тем не менее, критике подверглась музыка в фильме. В частности, Крис Карл, редактор IGN, в обзоре на DVD-релиз фильма дал сюжету фильма оценку в семь баллов из десяти, похвалив английское озвучивание, но раскритиковав релиз за отсутствие бонусов. Релиз же был оценён в девять баллов из десяти. В рецензии DVD Talk Тодд Дуглас-младший назвал «Детей пришествия» «фильмом, которого ждали фанаты [Final Fantasy] по всему миру». Похвалив качество анимации и одобрительно отозвавшись о появлении в фильме многих персонажей Final Fantasy VII, Дуглас счёл, что лучше всего в фильме показан характер Клауда и его развитие. RPGamer дал фильму оценку в четыре звезды из пяти возможных, при этом похвал удостоились динамичность повествования и изменённый дизайн персонажей. Кроме того, рецензент высоко оценил сцены битв и назвал этот фильм «просто любовным письмом фанатам Final Fantasy VII».
С другой стороны, подвергся нареканию сюжет, так рецензент Anime News Network, Карло Сантоз, отметил, что не игравшие в Final Fantasy VII его просто не поймут, тем не менее, назвав графическое оформление «потрясающим». Джон Эриани с Mania Entertainment также счёл, что фильм будет непонятен для тех, кто не знаком с сюжетом оригинальной игры, и порекомендовал не игравшим в Final Fantasy VII поискать информацию о сюжете игры. Дэни Мур, другой редактор Mania Entertainment, согласился с Эриани, добавив, что ему понравилось то, как раскрывались характеры персонажей в фильме. Журнал Variety, посвящённый кинематографу, также достаточно холодно отозвался о фильме, отметив ходульность сюжета, невыразительность героев, несность интриги, в которой разобраться под силу только заядлым игроманам. Роджер Альтицер в рецензии About.com дал фильму намного более низкую оценку в два с половиной балла из пяти, назвав сюжет фильма «слабым», и назвав качество анимации одним из немногих его плюсов.
Журнал «Страна игр» подытожил свою рецензию на фильм следующими словами: «Несмотря на все свои недостатки, Final Fantasy VII: Advent Children является очень достойным кино. Для всех фанатов — это, безусловно, произведение из разряда must see. А что же с теми, для кого Final Fantasy ничего не значит? Судя по всему, им Advent Children покажется просто красивым „мультиком“ с совершенно непонятным сюжетом. И действительно, самостоятельным этот проект назвать никак нельзя». В рецензии журнала «Игромания» зрелищность фильма сравнили с «Матрицей», кроме того, в обзоре отмечалось, что это первый фильм по игре, снятый исключительно для игроков.

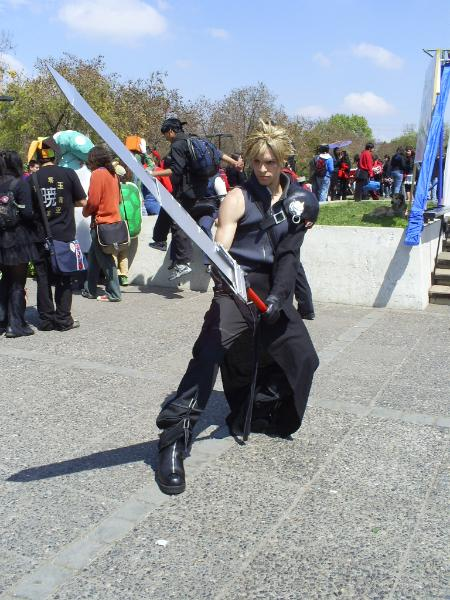
Косплей Клауда в его одежде из «Детей пришествия»

Advent Children Complete получил в основном более высокие отзывы, чем оригинальный фильм. Дастин Сомнер в своей рецензии на сайте Blu-ray.com писал, что «сюжет крайне эмоционален, взрывного экшена выше крыши, и мир, в котором происходит действие фильма, богат своей оригинальностью». Кроме того, Сомнер порекомендовал не игравшим в оригинальную игру брать именно эту версию фильма, так как в новой версии лучше объяснено происходящее, также он посоветовал её взять тем, кто уже видел первую версию «Детей пришествия», так как у новой версии «почти идеальное» качество изображения и звука, а также присутствуют новые сюжетные сцены. Сравнивая две версии фильма, Эндрю Ёён, рецензент Joystiq, пришёл к выводу, что Advent Children Complete более доступен и понятен зрителям, не знакомым с серией игр, кроме того, по мнению Ёёна, новые сцены лучше показывают Клауда и «очеловечивают его». Тем не менее, критик решил, что в режиссёрской версии есть ошибки и недочёты, которых не было в оригинале, например, некоторые сцены усложняют понимание сюжета. Тодд Дуглас-младший в рецензии на DVD Talk отметил, что Advent Children Complete — «наилучшая версия фильма из доступных» благодаря высокому качеству звука, новым сценам и увеличению продолжительности битвы Клауда с Сефиротом. Дуглас, правда, остался недоволен малым количеством бонусного материала на диске, хотя и назвал OVA On the Way to a Smile — Episode: Denzel и материалы по выходящей игре Final Fantasy XIII «приятными дополнениями». Kotaku же сообщил, что режиссёрская версия не справилась со своей задачей исправить ошибки и недочёты первоначальной версии.

### Значимость и влияние
В 2005 году «Последняя фантазия VII: Дети пришествия» получила премию на Международном кинофестивале в Каталонии. Другой наградой стала премия от American Anime Awards в номинации «лучшее аниме» за 2007 год. IGN поместил «Детей пришествия» на второе место в списке десяти лучших фильмов, выпущенных сразу на DVD. В 2007 году корейская певица Ivy воссоздала битву между Лозом и Тифой в своём музыкальном клипе к песне «Sonata of Temptation». Режиссёр клипа утверждал, что это лишь пародия на фильм, но всё равно не смог избежать судебных разбирательств со Square Enix. В конце концов клип был запрещён на южнокорейском телевидении, так как Square Enix сочла его создание и выпуск нарушением авторских прав. Третий диск неофициального музыкального альбома Voices of the Lifestream, созданного группой энтузиастов на OverClocked ReMix и содержащего ремиксы музыкальных треков из Final Fantasy VII один из дисков был назван Advent, в честь фильма. Глава группы разработчиков Final Fantasy XIII Мотому Торияма сообщил, что в фильме были показаны «битвы, которые ранее были просто невообразимы в FF», и добавил, что он попытался сделать в Final Fantasy XIII столь же зрелищные бои.